# NGC 1399
NGC 1399 هي مجرة تتبع كوكبة الكور. اكتشفها جون هيرشل في 22 أكتوبر 1835.

## روابط خارجية
- NGC 1399 على موقع ويكي سكاي: DSS2, SDSS, GALEX, IRAS, Hydrogen α, X-Ray, Astrophoto, Sky Map, Articles and images